# Puccinia cladii
Puccinia cladii är en svampart som beskrevs av Ellis & Tracy 1895. Puccinia cladii ingår i släktet Puccinia och familjen Pucciniaceae.   Inga underarter finns listade i Catalogue of Life.